# 帕拉·格登才旦
帕拉·格登才旦（？—？）藏族，西藏江孜人，西藏贵族，噶厦官员。

## 生平
帕拉·格登才旦是帕拉家族成员。他的基本生平并不为人所知，但他参加过一次重大的政治活动，即考核达赖的灵童。1817年，帕拉·格登才旦会同其他僧俗官员，一道被派往四川理塘考核九世达赖的转世灵童候选人，这位灵童即后来成为十世达赖的灵童楚臣嘉措。